# Soulsearcher
Soulsearcher ist ein House-Projekt des britischen Musikproduzenten Marc Pomeroy. Unter diesem Pseudonym hatte er 1999 seinen größten Club-Hit Can’t Get Enough.

## Karriere
Bereits 1993 und 1994 veröffentlichte Marc Pomeroy einige Singles unter den Pseudonymen Cast of Thousands und Deep End sowie in Zusammenarbeit mit Brian Tappert. Die erste Single unter dem Pseudonym Soulsearcher erschien 1996 mit U.N.I. Seinen größten Erfolg hatte er jedoch mit der Nachfolgesingle Can’t Get Enough, die in den britischen Singlecharts auf Platz 8 kam. Leadsängerin war die amerikanische Singer-Songwriterin Thea Austin und als Backing Vocal singt außerdem Donna Allen. Der Song enthält Samples von Let’s Lovedance Tonight der Gruppe Gary’s Gang.
Im folgenden Jahr hatte Soulsearcher mit Do It to Me Again erneut einen UK-Charterfolg.

## Diskografie

### Singles
- 1996: U.N.I.
- 1998: Can’t Get Enough
- 2000: Do It to Me Again
- 2003: Feelin’ Love
- 2004: G’s Feelin’ the Light

### Remixe
- 1999: Club Fiesta – La Fiesta
- 2003: Etherfox – The Whirled You Live